# البيرة (أورفة)
البيرة أو بيره جك (بالتركية: Birecik)‏ مدينة في محافظة أورفة في جنوب شرق تركيا حاليًا. كانت هذه المدينة تابعة لولاية حلب العثمانية، ولسورية حسب معاهدة سيفر التي أنهت الحرب العالمية الأولى، ولكن معاهدة لوزان عام 1923م وضعت المدينة مع بقية الأقاليم السورية الشمالية ضمن الحدود التركية. تقع المدينة على نهر الفرات.

## أعلام
- مراد قرايلان
- فرهاد غوتشر